# 田中雄太
田中 雄太（たなか ゆうた、1984年6月4日 - ）は、日本のフットゴルフ選手。神奈川県鎌倉市出身。身長は181cm。ティーキック（ショット）が得意。

## 経歴
小学6年生でサッカーを始め、鎌倉市立深沢中学校時代、神奈川県立湘南高等学校時代はサッカー部に所属。大学ではフットサルを始め、在学中に関東大学フットサルリーグ1部昇格、神奈川県リーグ1部昇格を果たした。
2015年、サッカー仲間からフットゴルフという新スポーツがあって、日本代表の選考会に参加してみないかと誘われたことがきっかけでフットゴルフの競技始めた。
フットサルでは、仕事の都合で転勤した沖縄県で選抜されて九州大会への出場経験あり。10代の頃のサッカー経験から、ビーチサッカーの選手としても活動中。

## 人物
フットゴルフ初代日本代表6名の1人で「オリジナル6(シックス)」と呼ばれている。
キック力は世界基準といっても過言ではなく、キックの際のフォームが非常に綺麗である。身長が181cmでフィジカル面がしっかりしていて、肉眼では見えなくなりそうなくらい飛ばすティーキックが魅力である。
フットゴルフ競技を始めて2か月で日本代表に選出されて以降、様々な世界大会に出場している。
2015年にジャパンオープンで準優勝をはたし、フットゴルフツアー2017第2戦では優勝。日本のトッププレイヤーとなる。フットゴルフ日本代表として国際大会に参加する傍ら、若手育成やフットゴルフのだ楽しさを広めることを目的とした国内大会の運営にも尽力している。

## 個人成績
2015年
- 第11回ジャパンオープン　準優勝
- 第14回ジャパンオープン　準優勝

2017年
- 第28回ジャパンオープン　優勝
- 第1回台湾オープン　準優勝

2018年
- 第34回ジャパンオープン　準優勝
- 第37回ジャパンオープン　準優勝

2019年
- メキシコフットゴルフメジャー大会 6位

2021年
- 第17回SHIELDS OPEN 優勝
- 第19回SHIELDS OPEN 優勝

## 代表歴
2015年
- キャピタルカップ（オランダ）

2016年
- 第2回ワールドカップ（アルゼンチン）
- 第1回アジアカップ（中国）
- Pacific Trophy 日米対抗戦（アメリカ）※辞退

2017年
- FIFG MAJOR 1000 US-PROAM（アメリカ）
- JAPAN INTERNATIONAL OPEN 2017（日本）

2018年
- 第2回アジアカップ（中国）
- 第3回ワールドカップ（モロッコ）

2019年
- 第3回アジアカップ（オーストラリア）

2023年
・第3回ワールドカップ(アメリカ)日本代表A